# Лахнелула
Лахнелула (Lachnellula) — рід грибів родини Hyaloscyphaceae. Назва вперше опублікована 1884 року.

## Поширення та середовище існування
В Україні зростають:
- Lachnellula chrysophthalma
- Lachnellula pulverulenta
- Lachnellula willkommii

## Гелерея

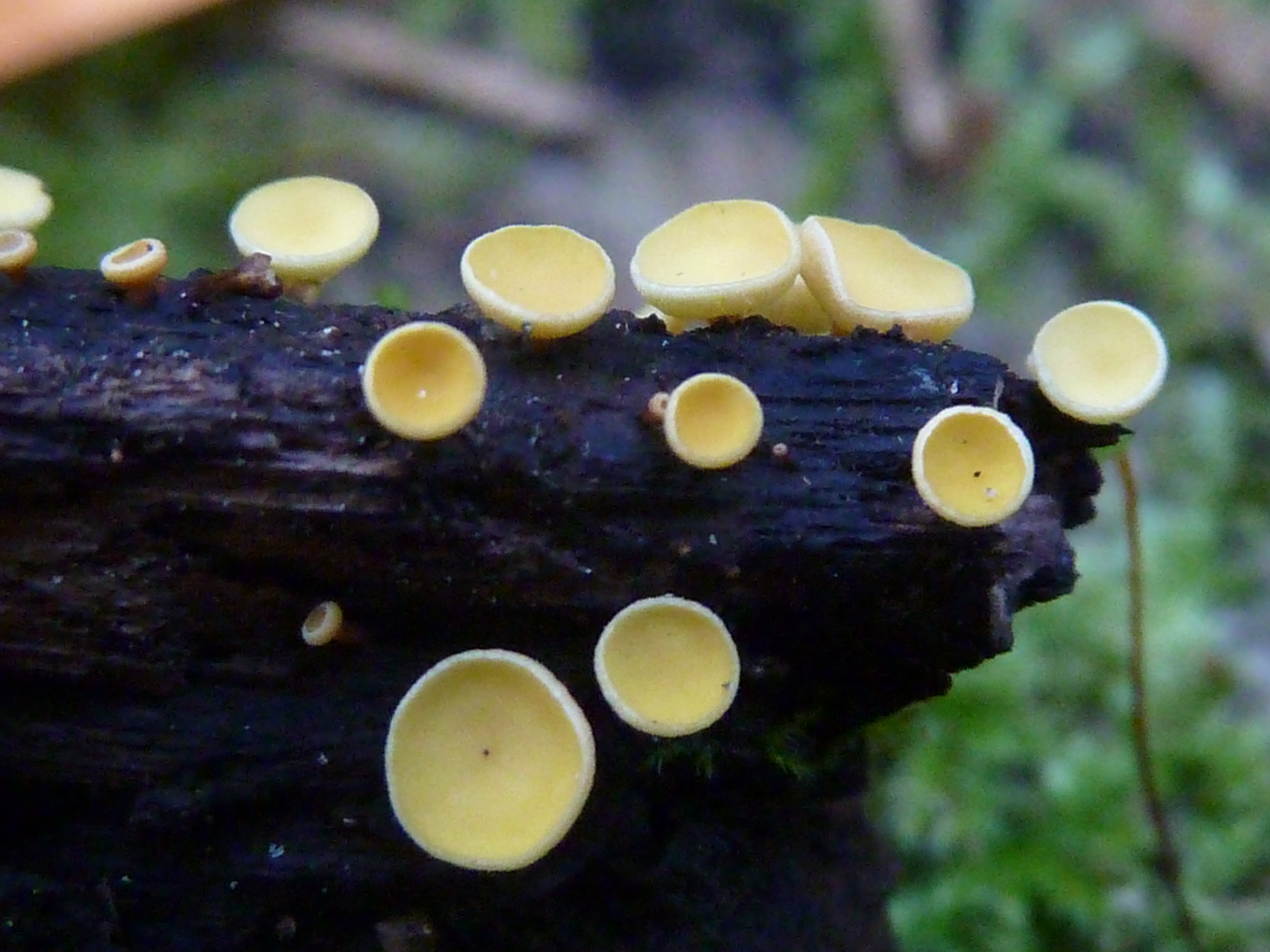
Lachnellula agassizii
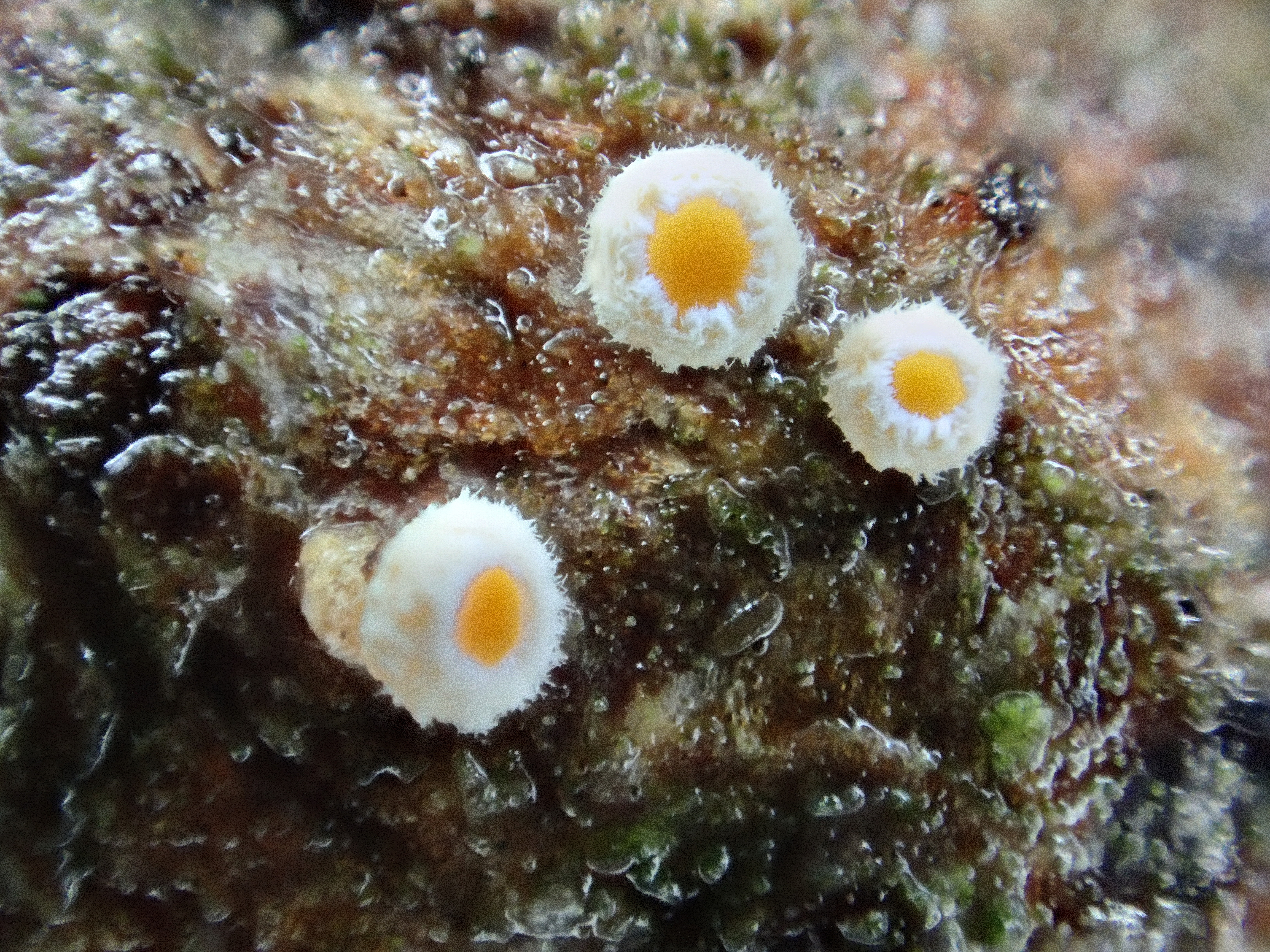
Lachnellula occidentalis
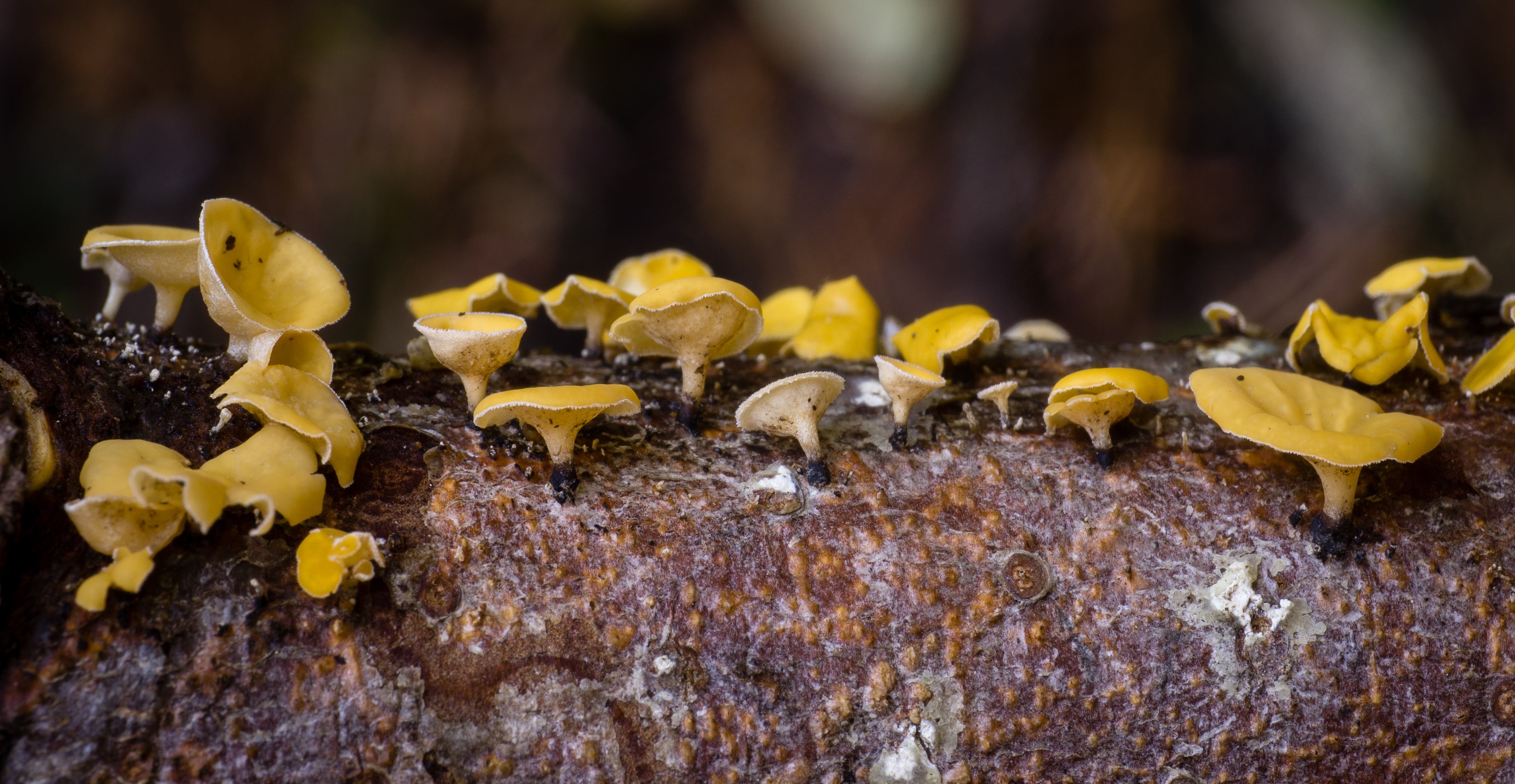
Lachnellula calyciformis